# Miecislau I da Polónia
Miecislau I da Polónia (português europeu) ou Miecislau I da Polônia (português brasileiro) (962 – 25 de maio de 992) foi o primeiro duque da Polónia. Ele unificou os territórios polacos (a Grande Polónia, a Mazóvia, a Pomerânia com Gdańsk, a Silésia com Breslávia). Ele aceitou o cristianismo em 966. Em 968 foi fundado o primeiro episcopado na cidade Poznań com o bispo Jordan (provavelmente italiano). Em 972 Miecislau I e seu irmão Czcibor derrotaram o exército alemão na primeira guerra polaco–alemã, na batalha em Cedínia. O filho do duque, Boleslau I, tornou–se príncipe em Cracóvia e em 992 o príncipe da Polónia.

## Relações familiares
Foi filho de Ziemomislo da Polónia (922-963) e de uma senhora cujo nome não é totalmente conhecido, até porque era relativamente usual nesta época a existência de mais do que uma esposa, a esposa ou esposas Siemomisla (Siemomysła) não são na sua totalidade conhecidas.
Entre as várias hipóteses e especulações afirma-se que, uma dessas esposas seria poderia ser a filha de Vladislau de Lędzian, que viveu em 944 anos. Assim surge o nome Gorka, cuja existência é refutada em 1895 ano Oswald Balzer.
Miecislau, de acordo com o Galo Anônimo, antes de se tornar um cristão teve sete mulheres pagãs, a quem teve de abandonar quando se casou com Dubravca da Boémia, filha de Boleslau I da Boémia e de Adiva de Wessex.
Muito pouco se sabe sobre os filhos que terá tido com todas as mulheres. Algumas fontes indicam a possibilidade de que Adelajda ou Adleta (c. 950/60 - depois de 997), a primeira esposa do duque de Miguel de Gran, senhor de Esztergom e depois esposa de seu cunhado Géza, grande Príncipe dos Magiares, era filha Miecislau I do (nascida a partir de um ponto de vista cronológico de uma das suas esposas pagãs).
Casou em 965 com Dubravca da Boémia (n. 940/45 -. depois de 977), filha de Boleslau I da Boémia e de Adiva de Wessex, de quem teve:
1. Boleslau I da Polónia "o Bravo" ou "o Valente" (967 – 17 de Junho 1025), em polaco Bolesław I Chrobry, em checa Boleslav I Chrabrý, foi o 1.º rei da Polónia. Casou por quatro vezes.
2. Sigride, a Orgulhosa (c. 968 — depois de 1016) casou por duas vezes, a 1.ª com Érico VI da Suécia (c. 945 - 995), um dos primeiros reis da Suécia e a 2.ª com Sueno I da Dinamarca (c. 965 - 3 de fevereiro de 1014), tendo deste último casamento nascido Canuto II da Dinamarca, que foi rei da Dinamarca (1018-1035), rei da Noruega (1028-1035) e rei de Inglaterra (1016-1035).

De acordo com alguns historiadores existe uma filha de Miecislau, que foi casada com um príncipe eslavo da Pomerânia, sendo esta também filha de Dubravca da Boémia embora o possa ser também de uma das esposas anteriores pagãs. A história não é precisa nesta informação.
Além deste facto existe outra teoria de que Thietmar, e que é apoiada por Oswald Balzer em 1895) de que Vladivoj, que governou como Duque de Boémia, em 1002-1003, era também um filho de Miecislau e Dubravca. Embora muitos historiadores modernos rejeitem esta possibilidade a historiografia da Boémia apoia esta filiação.
Entre 978 e 979 Miecislau casou com Oda de Haldensleben (c. 955/60 - 1023), filha de Teodorico de Haldensleben, marquês da Marca do Norte. Foi reptada pelo futuro marido no Mosteiro de Kalbe, deste casamento nasceu:
1. Miecislau Mieszkowic (c. 979 - depois de 992).
2. Świętopełk Mieszkowic (c. 980 - depois de 991).
3. Lamberto Mieszkowic (c. 981 - depois de 992).

Depois de uma luta de poder entre Boleslau I da Polónia e a madrasta Oda de Haldensleben, dado que esta pretendia por no trono o seu filho mais velho Miecislau Mieszkowic. Tendo ela vencido, Miecislau assumiu o controle sobre todo o estado de seu pai e expulsa, por sua vez a 1.ª esposa de seu pai (Dubravca da Boémia) e os filhos desta da Polônia.